# Consejo Representativo de las Instituciones Judías de Francia
El Consejo Representativo de las Instituciones Judías de Francia (en francés: Conseil Représentatif des Institutions Juives de France) (CRIF) es una organización francesa que fue fundada en 1944.
El CRIF reúne a las diferentes comunidades judías de Francia. El CRIF está estructurado y organizado, para representar a la comunidad judía ante los poderes públicos, por este motivo, ha sido a veces calificado como un lobby.
La cena del CRIF, es una cena anual organizada por el Consejo Representativo de las Instituciones Judías de Francia, en esta cena se invita a muchos políticos franceses, y varias personalidades del mundo de los medios de comunicación y el entretenimiento.
El CRIF reúne en una sola organización, y representa, a las diferentes tendencias políticas, sociales, y religiosas, presentes en la comunidad judía francesa. Después de la Segunda Guerra Mundial, el CRIF estableció relaciones con otras organizaciones como el Congreso Mundial Judío, o el Comité Judío Americano.
El 20 de noviembre de 2004, el CRIF pidió en el gobierno francés que parara las emisiones de Al Manar TV, un canal libanés que mostraba películas antisemitas, poco después el gobierno francés retiró la licencia al canal Al-Manar TV para emitir en territorio francés. 
Actualmente, hay más de sesenta asociaciones federadas en el consejo. El CRIF disfruta de buenas relaciones con la Conferencia Episcopal francesa, la (Conférence des Evêques de France).